# Tiberio Giulio Alessandro Maggiore
Tiberio Giulio Alessandro Maggiore, anche noto come Alessandro l'Alabarca (latino: Tiberius Iulius Alexander; Alessandria d'Egitto, 12 a.C. circa – 69), è stato un nobile ebreo antico naturalizzato romano e uno dei capi della comunità ebrea di Alessandria, nonché uno dei fratelli dell'esegeta e filosofo Filone di Alessandria.
Suo figlio, Tiberio Giulio Alessandro, fu un importante governatore e generale romano.

## Genealogia
Alessandro nacque e crebbe ad Alessandria d'Egitto. Proveniva da una famiglia aristocratica che abitava ad Alessandria da generazioni. I suoi antenati giunsero durante la dinastia tolemaica e la dinastia seleucide. Nonostante i nomi dei genitori siano sconosciuti, si sa che Alessandro nacque in una famiglia nobile, onorevole e ricca. Secondo Flavio Giuseppe (Antiquities 20.100), Alessandro era migliore degli altri cittadini ebrei di Alessandria sia per discendenza che per ricchezza.
Furono il padre o il nonno paterno a ottenere la cittadinanza romana dal dittatore romano Gaio Giulio Cesare. Il fratello maggiore di Alessandro era Filone, nel cui libro intitolato Sugli animali si dice che oltre ad Alessandro esisteva un altro fratello di nome Lisimaco. I suoi antenati erano imparentati con la casta sacerdotale di Giudea, la dinastia degli Asmonei, quella degli Erodiani e con quella dei giulio-claudi di Roma.

## Biografia
Quello che si sa della vita di Alessandro deriva dalle opere di Filone, dello storico Flavio Giuseppe e dal Nuovo Testamento della Bibbia (viene citato negli Atti degli Apostoli, cap 4). Alessandro fu contemporaneo di Gesù di Nazareth e quindi anche dei suoi apostoli.
Alessandro ricevette, come il fratello, un'educazione completa. Gli fu insegnata la cultura egizia, ebraica, greca e romana, e in particolare le tradizioni del giudaismo, lo studio dell'Antico Testamento e la filosofia greca. Era devoto al giudaismo ed alle sue pratiche ancestrali.
A un certo punto Alessandro fu nominato alabarca di Alessandria. L'alabarca era un magistrato responsabile della dogana di Alessandria. In seguito divenne amministratore di tutte le terre dell'Egitto possedute da Antonia minore. Antonia minore era una nobile romana, nipote dell'imperatore Augusto e sorella minore del triumviro Marco Antonio. Alessandro fu per molto tempo amico del figlio più giovane di Antonia minore, il futuro imperatore Claudio.
Nel 35 il principe e futuro re Erode Agrippa I si ammalò e dovette viaggiare fino all'Italia. Agrippa salpò per Alessandria pregò Alessandro di prestargli 200.000 dracme. Alessandro prestò il denaro ad Agrippa, che rese il prestito nel 41.
Come indicazione della grande ricchezza di Alessandro, egli fece ricoprire con lastre d'oro ed argento massiccio nove porte del tempio di Gerusalemme. Probabilmente si trattò di un dono al tempio, e potrebbe essere un segno del fatto che Alessandro era in buoni rapporti coi religiosi del tempio.
Tra il 37 ed il 41 l'imperatore Caligola, in uno scoppio d'ira per qualche sconosciuto motivo, ordinò che Alessandro fosse imprigionato a Roma. Tale decisione potrebbe essere legata all'ambasciata di Filone a Caligola a Roma del 38, quando stavano nascendo tensioni razziali ad Alessandria. Dopo la morte di Caligola nel 41, il suo zio paterno Claudio divenne imperatore.
Claudio liberò Alessandro dalla sua prigionia e, in una data non nota, lo stesso Claudio lo promosse al rango di equestre. Alessandro sposò una donna romana di cui non si conosce il nome, e da lei ebbe due figli: Tiberio Giulio Alessandro e Marco Giulio Alessandro. Nel 41 Alessandro fece sposare i propri figli con le figlie di Agrippa I. Il secondogenito, Marco Giulio, sposò una delle figlie di Agrippa, la quale divenne la principessa Berenice di Cilicia. Sfortunatamente il secondogenito di Alessandro morì nel 43 o 44, e non lasciò eredi dal matrimonio con Berenice.